# Repetitive strain injury

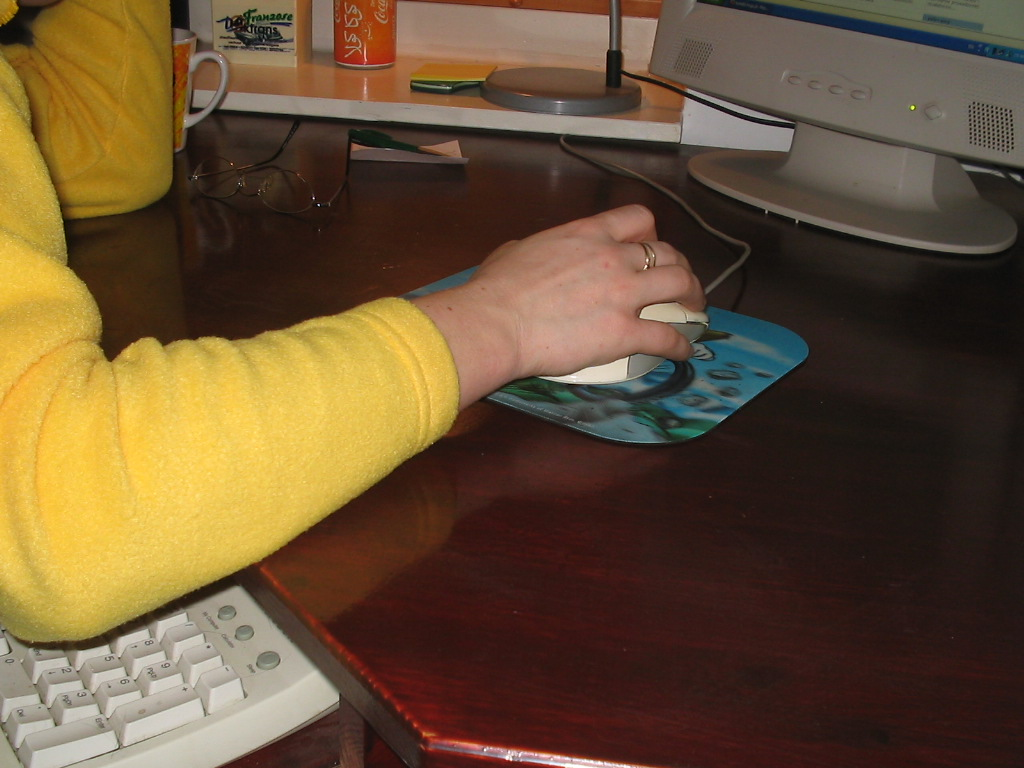
Werken met een computermuis wordt vaak geacht RSI tot gevolg te hebben.

Repetitive strain injury (RSI) is een verzamelnaam voor allerlei klachten die te maken hebben met het gedurende lange tijd herhaaldelijk uitvoeren van dezelfde, soms kleine en op zich niet inspannend lijkende bewegingen. Met RSI samenhangende aandoeningen zijn onder andere slijmbeursontsteking en peesschedeontsteking.

## Optreden klachten en mogelijke oorzaken

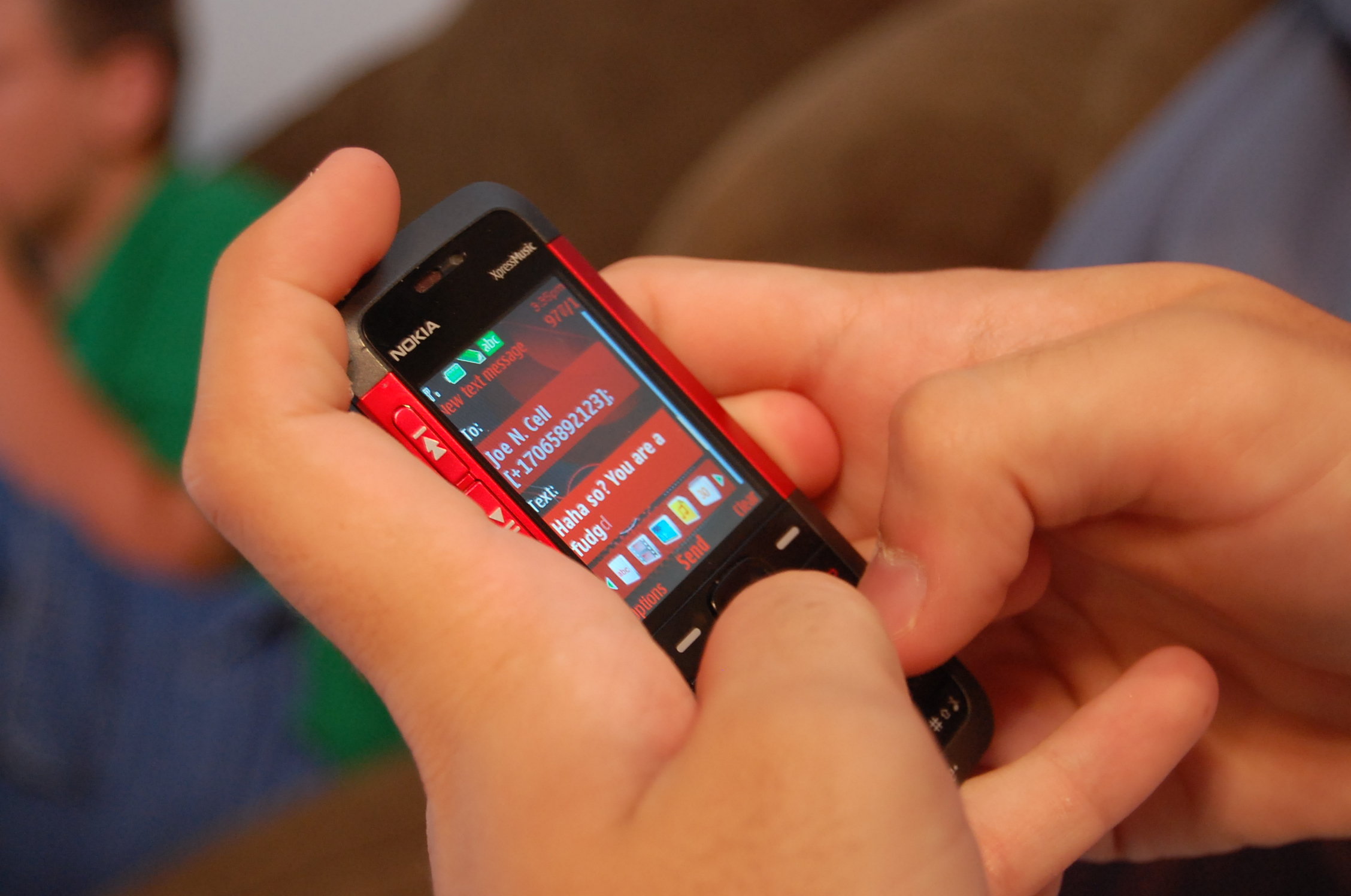
Veelvuldig gebruik van de duim tijdens het opstellen van een SMS-bericht

RSI-klachten zijn toegeschreven aan onder meer het gebruik van de computermuis, met als gevolg een probleem als de muisarm, of het spelen met andere computerapparatuur met als gevolg de Game Boy-duim, of (vanaf circa 2001) de sms-duim. Andere problemen zijn terug te voeren naar bijvoorbeeld het doorschuiven van boodschappen door een caissière, of aandoeningen door het spelen van tennis (tenniselleboog). Intensief gebruik van muis en toetsenbord was in een onderzoek onder 6943 computergebruikers de voornaamste voorspeller van klachten van de onderarm, maar die klachten kwamen desondanks in een jaar slechts bij 1,3% voor. Naast de aard van de bewegingen die men op het werk maakt was er ook een duidelijk hogere kans op dergelijke aandoeningen bij mensen die op het werk meer stress ondervonden en weinig sociale steun hadden op hun werk.
Over de oorzaak van de gezondheidsproblemen bestaan nog veel onduidelijkheden. Onderzoekers zijn het er vaak nog niet over eens, of kunnen moeilijk een precieze oorzaak aanwijzen. Openstaande vragen zijn onder andere:
- Waarom krijgen sommige mensen wel en anderen die soms veel intensiever gebruikmaken van de computer geen last?
- Waarom lijkt de aandoening in sommige landen helemaal niet voor te komen en in andere landen juist veel?

### Recent onderzoek
De oorzaak van RSI is waarschijnlijk te vinden in het onvermogen om adequaat met lichamelijke signalen om te gaan. Het lichaam heeft een gecombineerde functie van de spiersensoren, peessensoren en gewrichtssensoren. Deze sensoren zijn afferente zenuwvezels en koppelen informatie terug naar het centrale zenuwstelsel. Zij geven informatie door, over de spanning en standveranderingen van de spieren, pezen en gewrichten. Bij een teveel aan spanning geeft het centrale zenuwstelsel het signaal via de efferente zenuwvezels, dus de vezels die een spier tot werking aanzetten, om de activiteit te verminderen of te stoppen. Worden deze efferente vezels beïnvloed door de wil om door te werken, dan kan de spanning niet worden afgebouwd en blijft zich daarmee steeds meer verhogen in een soort vicieuze cirkel uit onderdrukking van de teruggekoppelde informatie vanuit het lichaam, die om ontspanning vraagt en de druk vanuit de omgeving, meestal de werkstress. Het is aan te nemen dat hierdoor de eerder genoemde sensoren overbelast raken en daardoor vervolgens pijnsignalen aan het centrale zenuwstelsel terugkoppelen. Hiervoor hoeven niet eens de spieren, pezen of gewrichten aangedaan te zijn in vorm van krampen of steriele ontstekingen omdat het mede om een aandoening van het zenuwstelsel op zich gaat.
Een mogelijke oorzaak kan worden gevonden in de langdurige statische belasting, ook al is die van lage intensiteit. In 1991 beschreef Hägg de zogenaamde Cinderella-hypothese (Engels voor "Assepoesterhypothese"), die erop neerkomt dat juist bij lage belastingen van lange duur altijd dezelfde spiervezels het eerst worden gebruikt. De rest van de spiervezels doen niets (zoals de stiefzusjes van Assepoester). Ook ontvangt het lichaam niet de gebruikelijke beschermende signalen dat er overbelasting plaatsvindt. Het gevolg is dat de werkende spiervezels te weinig zuurstof ontvangen en dat afvalstoffen niet worden afgevoerd door de lagere doorbloeding. Na verloop van tijd ontstaat vermoeidheid, stijfheid en pijn. Deze hypothese is tijdens een congres in Stockholm in 2007 door een grote groep wetenschappers verder ondersteund.
Op 2 juli 2008 promoveerde bewegingswetenschapper Stefan IJmker aan VU Medisch Centrum (VUmc) op een proefschrift over RSI. Als onderzoek had hij metingen van duizend kantoormedewerkers in vijf organisaties verzameld. Zij werden twee jaar gevolgd. Uit de meetresultaten zou een minder groot verband bestaan tussen RSI-klachten en langdurig computergebruik dan in eerdere onderzoeken werd aangetoond. Psychosociale en organisatorische problemen op het werk zouden wel een rol spelen. Op lichamelijk vlak bleken tegelijkertijd bellen en de computer gebruiken, muisgebruik en het doorwerken tijdens pauzes een factor. Proefpersonen die RSI-klachten ontwikkelden, zeiden zelf wel dat zij vaker met de computer werkten dan werknemers zonder klachten. Echter, in een reactie op de promotie en de presentatie van de media op deze promotie, publiceerde de RSI-vereniging een artikel waarin gesteld wordt dat de conclusies van de media, met name van het NRC Handelsblad, overtrokken zijn. Tevens worden alternatieve verklaringen voor de metingen van IJmker gegeven, die de conclusies van IJmker zouden kunnen tegenspreken.

## Diagnostiek
Omdat binnen Nederlandse beroepsgroepen weinig overeenstemming te vinden was over welke gezondheidsklachten nu wel of niet onder de noemer "RSI" te plaatsen waren en ook omdat de term RSI het moeilijk maakte om een diagnose te stellen, of een behandeling voor te schrijven, hebben deze beroepsgroepen afgesproken (vanaf 2004) voor diagnostische en behandeldoeleinden een 23-tal ziektebeelden te gebruiken die onder de term CANS (Complaints of Arm, Neck and Shoulder) verzameld zijn. Echter, twee jaar later, in 2006, bleek dat de acceptatie van deze term niet zonder problemen was (bron: RSI Patiëntenvereniging) en men de voorkeur gaf aan het gebruik van de term "RSI", of de internationaal bekende term "musculoskeletal disorders".

## Preventie
Om RSI-klachten tijdens intensief beeldschermwerk te vermijden stelt men verschillende maatregelen voor. Naast het ergonomisch inrichten van de werkplek en een goede zithouding zijn variatie in de werkzaamheden en het nemen van voldoende kleine en grotere pauzes belangrijke voorzorgsmaatregelen tegen RSI-klachten.
Men neemt momenteel aan (eigenlijk zonder dat daar duidelijke bewijzen voor zijn of goed onderzoek naar is gedaan) dat bij het voorkomen van RSI-achtige klachten de volgende zaken van belang zijn:
- Afwisseling van werkzaamheden.
- Goede houding. Bij pc-gebruik: achteroverleunen in een hoek van 135° is volgens wetenschappelijk onderzoek het beste voor het menselijk lichaam.[8] Een goede houding wordt mede mogelijk gemaakt door een goede inrichting van de werkplek: bij pc-gebruik valt dan te denken aan de hoogte van het bureaublad, de kijkhoek naar het beeldscherm (bovenkant scherm bij voorkeur op ooghoogte), de instelling van de stoel en goede ondersteuning voor polsen en voeten.
- Muisgebruik Probeer de muis zo vaak mogelijk los te laten. Gebruik zo veel mogelijk het toetsenbord.
- Oefen de spieren op gezonde wijze.
- Pauzeren (maar er zijn studies die de waarschijnlijkheid van het effect van pauzesoftware voor korte pauzes in twijfel nemen, zie hieronder.)
- Speciale hulpmiddelen. Speciale (computer)hulpmiddelen kunnen bovenstaande preventiemaatregelen in de hand werken, zoals balmuis of trackball (gebruiken van duim in plaats van arm om de pijl te bewegen, "gebroken" toetsenbord (minder spanning in armspieren) en bijvoorbeeld het Veyboard (minder inspannend typen in lettergrepen, met beste werklastverdeling over de verschillende vingers). TNO heeft in 2006 aangetoond dat het door gebruik van een zogenaamde 'trilmuis' mogelijk is om de totale duur van het muisgebruik met 25% te verminderen, zonder dat de productiviteit wordt verminderd.[9] Het gebruik van pen tabletten zet de hand in de natuurlijke stand. Bij een juist formaat van het tablet worden de onderarm delen nauwelijks nog belast. Door de pen in de absolute modus te zetten kan de gebruiker direct een punt aanwijzen. Het slepen van de muiscursor, al dan niet met ingedrukte muisknop, naar een nieuwe positie wordt daarmee voorkomen en daarmee de aanzet tot RSI-achtige klachten.
- Werkdruk. Zorg dat je zo veel mogelijk je eigen werk kunt indelen (is ook van grote invloed op het voorkomen van burn-out).

In een recent onderzoek naar de invloed van computergebruik en ergonomische werkomstandigheden op de prognose van chronische armpijn bleek dit, enigszins tot de verrassing van de auteurs, eigenlijk geen verschil te maken. Onderzoekers van de Erasmus Universiteit Rotterdam meldden aanvang 2007 dat het gebruik van zogeheten 'pauzesoftware' die korte pauzes introduceren (in tegenstelling tot langere pauzes van circa 10 minuten ieder uur) voor de gebruiker, maar een kleine verhoging van het aantal pauzes toevoegen, doordat gebruikers zelf al ongeveer evenveel korte pauzes inlassen. Zodoende wordt er geconcludeerd dat het onzeker is of het forceren van korte pauzes daadwerkelijk zinvol is.

## Gevolgen en behandeling
Ernstige RSI-gerelateerde klachten kunnen tot jarenlange (gedeeltelijke) invaliditeit leiden.
Het is dan ook zaak om bij aanhoudende klachten (ook beginnende) in een vroeg stadium contact op te nemen met een (huis)arts. Er is geen medicatie voor, behoudens pijnstillers en ontstekingsremmers, die contraproductief kunnen werken als ze gebruikt worden om de pijn te onderdrukken zonder het gedrag te veranderen. Wel kan de arts eventueel doorverwijzen naar bijvoorbeeld een oefentherapeut (Cesar of Mensendieck) voor houdingscorrecties, of een fysiotherapeut. Onder artsen wordt verschillend gedacht over de effectiviteit van deze aanpak. Uiteindelijk is gedragsverandering bijna altijd onmisbaar voor het herstelproces. Een ergotherapeut kan hierbij ook behulpzaam zijn.

## Maatschappelijke kosten
De gevolgen van RSI leiden tot aanzienlijke kostenposten voor werkgevers en verzekeringsmaatschappijen. Eind jaren negentig van de twintigste eeuw was er veel te doen om RSI-klachten. Veel mensen klaagden in toenemende mate over een ‘muisarm’ en over nek-, rug- en schouderklachten. Het topjaar was 2003. Verzekeraars in Nederland kregen bijna driehonderd RSI-claims binnen op basis van de aansprakelijkheidsverzekering voor bedrijven. In dat jaar vormde RSI 30 procent van het totale aantal meldingen. Daarna zette weer een sterk dalende trend in. In mei 2008 maakte het Centrum voor Verzekeringsstatistiek (CVS) bekend dat in 2007 nog slechts vijf procent van alle beroepsziektemeldingen RSI-meldingen betrof. Als oorzaak voor de daling werd aangewezen dat werkgevers zowel als arbodiensten en verzekeraars in de tussenliggende periode veel aan voorlichting en preventieve maatregelen hadden gedaan.

## Vergelijkbare verschijnselen
Andere voorbeelden van activiteiten waarbij soms aandoeningen ontstonden die gelijkenis vertonen met RSI en al veel langer bekend zijn:
- Monniken schreven in de middeleeuwen hele boeken over, vaak staande, in een koude of tochtige omgeving.
- Rond 1900 werd al een pijnlijke aandoening van marconisten beschreven die langdurig met een morsesleutel moesten werken.
- Musici, onder anderen pianisten, violisten en slagwerkers, die te lang en in een verkrampte houding ingewikkelde stukken oefenen, zonder de juiste ontspanningsoefeningen in acht te nemen.